# Kosteletzkya grantii
Kosteletzkya grantii là một loài thực vật có hoa trong họ Cẩm quỳ. Loài này được (Mast.) Garcke mô tả khoa học đầu tiên năm 1881.